# Voetbalinterland Koeweit - Zuid-Vietnam
De nationale voetbalteams van de Koeweit en Zuid-Vietnam hebben eenmaal tegen elkaar gespeeld: een vriendschappelijke interland op 7 augustus 1973 in Kuala Lumpur (Maleisië).

## Wedstrijden
| № | Plaats       | Datum           | Competitie        | Wedstrijd              | Uitslag |
| - | ------------ | --------------- | ----------------- | ---------------------- | ------- |
| 1 | Kuala Lumpur | 7 augustus 1973 | Vriendschappelijk | Zuid-Vietnam − Koeweit | 1 − 2   |

## Samenvatting
| Competitie        | Totaal gespeeld | Winst Koeweit | Gelijk | Winst Zuid-Vietnam | Doelsaldo Koeweit – Zuid-Vietnam |
| ----------------- | --------------- | ------------- | ------ | ------------------ | -------------------------------- |
| Vriendschappelijk | 1               | 1             | 0      | 0                  | 2 − 1                            |
| Totaal            | 1               | 1             | 0      | 0                  | 2 − 1                            |

KFA · A-internationals · Bondscoaches · Statistieken · Koeweits vrouwenelftal · Koeweit U21 · Koeweit U20 · Koeweit U19 · Koeweit U18 · Koeweit U17
1960 – 1969 · 
1970 – 1979 · 
1980 – 1989 · 
1990 – 1999 · 
2000 – 2009 · 
2010 – 2019 ·
2020 − 2029
WK 1982
OS 1980 ·
OS 1992 ·
OS 2000
1961 · 
1962 · 
1963 · 
1964 · 
1965 · 
1966 · 
1967 · 
1968 · 
1969 · 
1970 · 
1971 · 
1972 · 
1973 · 
1974 · 
1975 · 
1976 · 
1977 · 
1978 · 
1979 · 
1980 · 
1981 · 
1982 · 
1983 · 
1984 · 
1985 · 
1986 · 
1987 · 
1988 · 
1989 · 
1990 · 
1991 · 
1992 · 
1993 · 
1994 · 
1995 · 
1996 · 
1997 · 
1998 · 
1999 · 
2000 · 
2001 · 
2002 · 
2003 · 
2004 · 
2005 · 
2006 · 
2007 · 
2008 · 
2009 · 
2010 · 
2011 · 
2012 · 
2013 ·
2014 ·
2015 ·
2016 ·
2017 ·
2018 ·
2019 ·
2020 ·
2021 ·
2022
Afghanistan ·
Algerije ·
Armenië ·
Australië ·
Azerbeidzjan ·
Bahrein ·
Bangladesh ·
Bhutan ·
Bosnië en Herzegovina ·
Bulgarije ·
Cambodja ·
China ·
Colombia · 
Cyprus ·
DDR ·
Duitsland ·
Ecuador ·
Egypte ·
Engeland ·
Filipijnen ·
Finland ·
Frankrijk ·
Hongarije · 
Hongkong ·
IJsland ·
India ·
Indonesië ·
Irak ·
Iran ·
Ivoorkust ·
Japan ·
Jemen ·
Jordanië ·
Kameroen ·
Kazachstan ·
Kenia ·
Kirgizië ·
Laos ·
Letland ·
Libanon ·
Libië ·
Litouwen ·
Macau ·
Maleisië ·
Mali ·
Malta ·
Marokko ·
Mongolië ·
Myanmar ·
Nepal ·
Nieuw-Zeeland ·
Noord-Korea ·
Noorwegen ·
Oeganda ·
Oezbekistan ·
Oman ·
Pakistan ·
Palestina ·
Polen ·
Portugal ·
Qatar ·
Saoedi-Arabië ·
Singapore ·
Slowakije ·
Soedan ·
Sovjet-Unie ·
Syrië ·
Tadzjikistan ·
Taiwan ·
Thailand ·
Trinidad en Tobago ·
Tsjechië ·
Tsjecho-Slowakije ·
Tunesië ·
Turkmenistan ·
Verenigde Arabische Emiraten ·
Verenigde Staten ·
Vietnam ·
Wales ·
Zambia ·
Zimbabwe ·
Zuid-Korea ·
Zuid-Vietnam
Engeland (1982) · 
Frankrijk (1982) · 
Tsjecho-Slowakije (1982)
VFA
1949 – 1959 · 
1960 – 1969 · 
1970 – 1975
Azië Cup 1956 · 
Azië Cup 1960
Australië ·
Bangladesh ·
Cambodja ·
Filipijnen ·
Hongkong ·
India ·
Indonesië ·
Israël ·
Japan ·
Koeweit ·
Laos ·
Maleisië ·
Myanmar ·
Nieuw-Zeeland ·
Pakistan ·
Singapore ·
Taiwan ·
Thailand ·
Zuid-Korea